# Episodi di C'è sempre il sole a Philadelphia (quinta stagione)
La quinta stagione della sitcom C'è sempre il sole a Philadelphia è andata in onda negli Stati Uniti dal 17 settembre al 10 dicembre 2009 su FX.
In Italia la stagione è andata in onda dal 19 aprile al 24 maggio 2010 su FX.
| nº | Titolo originale                                 | Titolo italiano            | Prima TV USA      | Prima TV Italia |
| -- | ------------------------------------------------ | -------------------------- | ----------------- | --------------- |
| 1  | The Gang Exploits the Mortgage Crisis            | Mutui e gravidanze         | 17 settembre 2009 | 19 aprile 2010  |
| 2  | The Gang Hits the Road                           | La banda in viaggio        | 24 settembre 2009 | 19 aprile 2010  |
| 3  | The Great Recession                              | La grande recessione       | 1º ottobre 2009   | 26 aprile 2010  |
| 4  | The Gang Gives Frank an Intervention             | Frank in analisi           | 8 ottobre 2009    | 26 aprile 2010  |
| 5  | The Waitress Is Getting Married                  | Vendetta nuziale           | 15 ottobre 2009   | 3 maggio 2010   |
| 6  | The World Series Defense                         | Difesa da World Series     | 22 ottobre 2009   | 3 maggio 2010   |
| 7  | The Gang Wrestles for the Troops                 | Wrestling per l'America    | 29 ottobre 2009   | 10 maggio 2010  |
| 8  | Paddy's Pub: Home of the Original Kitten Mittens | Brevetti, tette e avvocati | 5 novembre 2009   | 10 maggio 2010  |
| 9  | Mac and Dennis Break Up                          | Coppie rodate              | 12 novembre 2009  | 17 maggio 2010  |
| 10 | The D.E.N.N.I.S. System                          | Il sistema D.E.N.N.I.S.    | 19 novembre 2009  | 17 maggio 2010  |
| 11 | Mac and Charlie Write a Movie                    | Una carriera nel cinema    | 3 dicembre 2009   | 24 maggio 2010  |
| 12 | The Gang Reignites the Rivalry                   | Flipadelphia               | 10 dicembre 2009  | 24 maggio 2010  |
| 13 | A Very Sunny Christmas                           | Un Natale molto allegro    | 16 dicembre 2010  | 5 marzo 2011    |